# Pervomàiskoie (Rostov)
Pervomàiskoie (en rus: Первомайское) és un poble de l'óblast de Rostov, a Rússia, que el 2017 tenia 1.809 habitants, pertany al districte de Remóntnoie.